# Лёгкая атлетика на Маккабиаде 2013
Соревнования по лёгкой атлетике на Маккабиаде 2013 проходили с 22 по 25 июля. Были разыграны 68 комплектов наград: 27 комплектов в соревнованиях юниоров (13 женщины и 14 мужчины) и 33 комплекта в открытых соревнованиях (18 мужчины и 15 женщины) , также были разыграны 8 комплектов медалей в полумарафоне 4 у мужчин и 4 у женщин

## Медали

### Общий зачёт
| Общее количество медалей |                   |        |         |        |       |
| Место                    | Страна            | Золото | Серебро | Бронза | Всего |
| 1                        | Израиль           | 48     | 42      | 34     | 124   |
| 2                        | США               | 13     | 10      | 21     | 44    |
| 3                        | Канада            | 3      | 3       | 6      | 12    |
| 4                        | Великобритания    | 2      | 2       | 2      | 6     |
| 5                        | Австралия         | 1      | 7       | 1      | 9     |
| 6                        | Украина           | 1      | 0       | 0      | 1     |
| 7                        | Аргентина         | 0      | 1       | 0      | 1     |
| 7                        | Нидерланды        | 0      | 1       | 0      | 1     |
| 7                        | Россия            | 0      | 1       | 0      | 1     |
| 7                        | Чехия             | 0      | 1       | 0      | 1     |
| 8                        | Смешанная команда | 0      | 0       | 2      | 2     |
| 9                        | Германия          | 0      | 0       | 1      | 1     |

## Юниоры

### Медали (Общий зачёт)
| Общее количество медалей |                |        |         |        |       |
| Место                    | Страна         | Золото | Серебро | Бронза | Всего |
| 1                        | Израиль        | 17     | 17      | 13     | 47    |
| 2                        | США            | 6      | 0       | 8      | 14    |
| 3                        | Великобритания | 2      | 2       | 2      | 6     |
| 4                        | Австралия      | 1      | 5       | 1      | 7     |
| 5                        | Канада         | 1      | 3       | 3      | 7     |

### Результаты соревнований

#### Мужчины
| Дисциплина             | Золото                                     | Серебро                                    | Бронза                            |
| 100 метров             | Израиль Эдуард Плотников — 11.13           | Израиль Жак Рамос — 11.31                  | США Адам Маркун — 11.32           |
| 200 метров             | Израиль Эран Сибони — 22.96                | Израиль Томер Шапира — 23.19               | Израиль Жак Рамос — 23.42         |
| 400 метров             | Израиль Ядин Бургеркер — 50.77             | Израиль Наор Кнафо — 51.15                 | Канада Гефен Штильман — 52.02     |
| 800 метров             | Великобритания Сэм Шиндлер-Гласс — 1:58.43 | Израиль Дваид Тайчев — 1:59.60             | США Митчел Тукерман — 1:59.85     |
| 1500 метров            | США Таль Брауде — 4:05.61                  | Великобритания Сэм Шиндлер-Гласс — 4:07.62 | США Метью Салем — 4:08.19         |
| 3000 метров            | США Таль Брауде — 8:48.64                  | Израиль Сэм Шиндлер-Гласс — 8:54.72        | США Метью Салем — 8:55.71         |
| 110 метров с барьерами | Израиль Итамар Фейлер — 14.68              | Израиль Нетанель Ройблат — 15.02           | Израиль Эран Герман — 15.61       |
| Эстафета 4×100 метров  | Израиль 43.28                              | Канада 45.71                               | Великобритания 46.16              |
| Эстафета 4×400 метров  | Израиль 3:28.25                            | Канада 3:35.98                             | США 3:36.22                       |
| Прыжки в длину         | Израиль Гильрон Цабкевич — 6.91            | Израиль Итамар Бастекер — 6.74             | Израиль Ян Дорфман — 6.53         |
| Прыжки в высоту        | Израиль Галь Синай — 1.9                   | Израиль Нир Шамир — 1.8                    | Канада Алон Аминов — 1.65         |
| Прыжки с шестом        | Израиль Итамар Бастекер — 4.6              | Израиль Денис Голдовский — 4.2             | Израиль Матан Вентура — 3.8       |
| Толкание ядра          | Израиль Рои Вассерман — 14.88              | Израиль Даниель Агас — 12.58               | Израиль Ор Катав — 11.77          |
| Метание копья          | Израиль Алон Фарбер — 61.97                | Великобритания Джеймс Бонгарт — 53.31      | Израиль Николай Гилимович — 50.52 |

#### Женщины
| Дисциплина             | Золото                               | Серебро                            | Бронза                               |
| 100 метров             | Австралия Элла Реган-Ласей — 12.36   | Израиль Диана Вайсман — 12.64      | Великобритания Эллия Эдвардс — 12.68 |
| 200 метров             | Великобритания Эллия Эдвардс — 26.19 | Австралия Элла Реган-Ласей — 26.35 | Израиль Диана Вайсман — 26.50        |
| 400 метров             | Канада Алексия Миллер — 1:00.65      | Израиль Ротем Надлер — 1:01.59     | Израиль Тагалиль Масрава — 1:03.09   |
| 800 метров             | США Шельби Хаммель — 2:23.00         | Канада Алексия Миллер — 2:23.90    | США Сара Лейзерович — 2:24.30        |
| 1500 метров            | США Шельби Хаммель — 4:52.71         | Израиль Эдва Коэн — 4:58.77        | Австралия Джемима Монтаг — 4:59.58   |
| 3000 метров            | США Шельби Хаммель — 10:46.99        | Израиль Эдва Коэн — 10:51.63       | Израиль Ноа Хаят — 11:02.10          |
| 100 метров с барьерами | Израиль Паз Перец — 15.79            | Австралия Ребека Мецгер — 16.48    | Израиль Резник Галина — 16.53        |
| Эстафета 4×100 метров  | Израиль 50.26                        | Австралия 50.62                    | США 56.12                            |
| Эстафета 4×400 метров  | Израиль 4:11.51                      | Австралия 4:19.66                  | США 4:20.40                          |
| Прыжки в длину         | Израиль Галина Резник — 5.20         | Израиль Яэль Бенджамин — 4.97      | Израиль Паз Перец — 4.92             |
| Прыжки в высоту        | Израиль Эден Ландес — 1.60           | Израиль Ярден Далиягу — 1.60       | Канада Кайла Гринберг — 1.55         |
| Прыжки с шестом        | США Керен Гендель — 3.40             | Австралия Элизабет Бараль — 3.00   | Израиль Иоваль Мусли — 2.80          |
| Толкание ядра          | Израиль Даниель Кремер — 10.71       | Израиль Ноа Маор — 9.20            | Израиль Филис Миан — 8.57            |

## Открытые соревнования

### Медали (Общий зачёт)
| Общее количество медалей |                   |        |         |        |       |
| Место                    | Страна            | Золото | Серебро | Бронза | Всего |
| 1                        | Израиль           | 25     | 23      | 16     | 64    |
| 2                        | США               | 7      | 9       | 13     | 29    |
| 3                        | Канада            | 2      | 0       | 2      | 4     |
| 4                        | Украина           | 1      | 0       | 0      | 1     |
| 5                        | Австралия         | 0      | 1       | 0      | 1     |
| 5                        | Нидерланды        | 0      | 1       | 0      | 1     |
| 5                        | Чехия             | 0      | 1       | 0      | 1     |
| 6                        | Смешанная команда | 0      | 0       | 2      | 2     |
| 7                        | Германия          | 0      | 0       | 1      | 1     |

### Результаты соревнований

#### Мужчины
| Дисциплина             | Золото                           | Серебро                           | Бронза                          |
| 100 метров             | США Шон Бернштейн — 10.53        | Израиль Асаф Малька — 10.60       | Израиль Амир Даи — 10.73        |
| 200 метров             | США Шон Бернштейн — 21.31        | Израиль Амит Коэн — 21.54         | Израиль Омри Харуш — 21.83      |
| 400 метров             | Израиль Дональд Санфорт — 45.65  | Австралия Стивен Соломон — 46.24  | Израиль Рой Эльяким — 50.73     |
| 800 метров             | Израиль Мукет Фатана — 1:54.46   | Израиль Олег Сологуб — 1:55.16    | США Джеффри Меррилл — 1:55.33   |
| 1500 метров            | Израиль Имер Гетахум — 3:50.03   | США Рассел Браун — 3:50.09        | Израиль Мукет Фатана — 3:55.85  |
| 5000 метров            | Израиль Бригун Веве — 14:13.81   | Израиль Хаимро Альмая — 14:14.73  | США Камерон Маранц — 14:34.03   |
| 110 метров с барьерами | Израиль Томер Альмоги — 14.48    | Израиль Маор Сегед — 14.91        | США Адам Рябушка — 15.88        |
| 400 метров с барьерами | Израиль Маор Сегед — 53.09       | Израиль Хай Коэн — 53.65          | США Адам Рябушка — 57.29        |
| Эстафета 4×100 метров  | Израиль 40.93                    | США 41.85                         | Смешанная команда 44.19         |
| Эстафета 4×400 метров  | Израиль 3:13.80                  | США 3:43.67                       | Смешанная команда 3:56.72       |
| Прыжки в длину         | Израиль Гади Охайон — 7.04       | Израиль Авирам Шварцбард — 6.93   | Израиль Инон Исраели — 6.85     |
| Прыжки в высоту        | Израиль Палли Ники — 2.15        | США Бенджамин Кац — 2.00          | Израиль Цур Либерман — 2.00     |
| Тройной прыжок         | Израиль Иохай Халеви — 16.49     | Нидерланды Фабиян Флорант — 16.08 | Германия Андреас Поль — 15.76   |
| Прыжки с шестом        | Израиль Александр Авербух — 5.15 | Израиль Лев Скориш — 5.00         | США Роберт Фельман — 3.20       |
| Толкание ядра          | Израиль Итамар Леви — 17.51      | США Джакоб Вайнтрауб — 17.49      | Израиль Марк Альтерман — 17.36  |
| Метание диска          | США Джакоб Вайнтрауб — 50.96     | Израиль Лиор Перец — 50.21        | США Михаель Левин — 48.35       |
| Метание молота         | Украина Эран Сибони — 22.96      | Израиль Томер Шапира — 23.19      | США Жак Рамос — 23.42           |
| Метание копья          | Израиль Асаель Арад — 57.94      | Израиль Том Калиски — 57.91       | Израиль Авив Шимони — 56.57     |
| Полумарафон до 39 лет  | Израиль Тасама Могас — 1:08:00   | Израиль Сванк Дастау — 1:08:45    | Израиль Малкем Гамбар — 1:11:10 |

#### Женщины
| Дисциплина             | Золото                             | Серебро                            | Бронза                          |
| 100 метров             | Израиль Ольга Левинская — 11.77    | Израиль Дикла Гольденталь — 12.53  | США Николь Мейснер — 12.67      |
| 200 метров             | Израиль Ольга Левинская — 24.22    | Израиль Дикла Гольденталь — 26.03  | Израиль Джуман Джубран — 26.61  |
| 400 метров             | Израиль Шани Ланден — 55.84        | Израиль Анастасия Кирилова — 57.10 | Канада Сара Кац — 57.39         |
| 800 метров             | США Грета Фельдман — 2:06.84       | Израиль Шани Ланден — 2:07.83      | Канада Сара Кац — 2:12.36       |
| 1500 метров            | США Даниель Тауро — 4:24.95        | США Грета Фельдман — 4:25.28       | Израиль Азаунт Така — 4:34.05   |
| 3000 метров            | США Лея Розенфельд — 9:53.65       | Израиль Маор Тиюри — 10:03.80      | США Катерин Пирс — 10:09.01     |
| 100 метров с барьерами | США Мая Авизер — 14.98             | Израиль Лихи Леви — 15.63          | Израиль Ноа Леви — 16.20        |
| Эстафета 4×100 метров  | Израиль 47.71                      | США 52.57                          |                                 |
| Прыжки в длину         | Израиль Эфат Целикович — 5.61      | Израиль Юлия Пушкарёва — 5.51      | Израиль Джуман Джубран — 5.42   |
| Прыжки в высоту        | Израиль Мааян Шахаф — 1.84         | Чехия Магдалена Нова — 1.84        | Израиль Шахаф Барени — 1.78     |
| Прыжки с шестом        | Канада Рахель Минц — 3.50          | Израиль Наама Беренштейн — 3.40    | США Кера Барлетт — 3.30         |
| Толкание ядра          | Израиль Анастасия Мушкаева — 15.26 | США Челси Цейг — 11.14             | Израиль Инбаль Коэн — 11.12     |
| Метание молота         | Израиль Анат Мильман — 34.10       | Израиль Эстель Валиану — 33.69     | США Челси Цейг — 23.63          |
| Метание диска          | Израиль Анастасия Мушкаева — 48.41 | Израиль Инбаль Коэн — 31.38        | США Челси Цейг — 28.92          |
| Метание копья          | Израиль Наор Дорит — 43.54         | Израиль Елена Гиллимович — 35.51   | Израиль Инбар Якоби — 31.26     |
| Полумарафон до 39 лет  | Канада Саша Голиш — 1:22:39        | США Эмили Мосслер — 1:28:08        | США Милисса Перельман — 1:29:32 |

## Ветераны

### Медали (Общий зачёт)
| Общее количество медалей |           |        |         |        |       |
| Место                    | Страна    | Золото | Серебро | Бронза | Всего |
| 1                        | Израиль   | 6      | 2       | 5      | 13    |
| 2                        | Австралия | 0      | 1       | 0      | 1     |
| 2                        | Аргентина | 0      | 1       | 0      | 1     |
| 2                        | Россия    | 0      | 1       | 0      | 1     |
| 2                        | США       | 0      | 1       | 0      | 1     |
| 3                        | Канада    | 0      | 0       | 1      | 1     |

### Результаты соревнований

#### Мужчины
| Дисциплина          | Золото                            | Серебро                               | Бронза                            |
| Полумарафон 40 — 49 | Израиль Яир Ферраро — 1:17:07.28  | Израиль Коби Ротер — 1:18:46.78       | Израиль Дов Кремер — 1:19:49.79   |
| Полумарафон 50 — 59 | Израиль Гиль Лотем — 1:22:30.79   | Австралия Брахам Шнайдер — 1:28:44.02 | Израиль Дудик Сайдес — 1:28:49.32 |
| Полумарафон 60+     | Израиль Сергей Цинис — 1:28:43.66 | Россия Лев Китерман — 1:33:31.30      | Израиль Эли Тимор — 1:37:36.55    |

#### Женщины
| Дисциплина          | Золото                            | Серебро                                    | Бронза                               |
| Полумарафон 40 — 49 | Израиль Дикла Дрори — 1:32:08.80  | Аргентина Габриела Страссберг — 1:35:44.45 | Израиль Элен Страссберг — 1:39:10.54 |
| Полумарафон 50 — 59 | Израиль Ноа Ринзлер — 1:43:04.57  | США Денис Виннер — 1:48:07.55              | Канада Юдит Снидер — 1:52:47.30      |
| Полумарафон 60+     | Израиль Шош Блайхман — 2:11:36.56 | Израиль Офра Гафни — 2:13:09.56            | Израиль Бат Шева Марк — 2:17:07.31   |